# 千明社
株式会社千明社（せんめいしゃ、SENMEISHA,inc.）は、かつて存在した印刷会社。主に通販業者向けのカタログ、ポスター、チラシなどの印刷を手掛けていた。大王製紙グループの企業であり、ダイオープリンティング（現：ダイオーミウラ）の100%子会社であった。
本稿では、2020年1月6日まで事業を行っていた旧社と、同年1月7日に旧社から事業を譲受して事業を開始した新社をまとめて記述する。

## 概要

### 旧：千明社
1950年7月に創立され、1955年6月に法人へ改組。活版印刷からスタートしたが、オフセット印刷へ対応した他、カラーコンピューター製版である「トータルスキャナー」をいち早く導入し、1988年には埼玉県幸手市に幸手工場を竣工させ、企画、デザイン、印刷、加工などの前工程部分を内製化した。
売上高は、2012年5月期からほぼ横ばいの状態が続いていたが、デジタル化や経費の高騰などにより赤字体質から脱却することは出来ず、2015年には東京都北区にあった画像処理センターを、2018年には同じ東京都北区にあった本社ビルをそれぞれ売却した。これに伴い、本社機能は東京都千代田区へ、前工程部門は幸手工場へそれぞれ移転することになった。
本社ビルを売却しても債務超過は解消されず、本社ビル売却によって各部門間の連携が取りづらくなった。さらに、2019年に入ってから、顧客からの値下げ要求もあり、経営が悪化。このため、2019年11月13日に東京地方裁判所へ民事再生法適用を申請した。負債総額は30億1000万円。
2020年1月7日に大王製紙が設立した株式会社千明社（新社）へ事業を譲渡して事業停止。株式会社千明社（旧社）は、株式会社SMSへ商号変更し、民事再生手続を継続していたが、2021年3月31日に法人格が消滅した。

### 新：千明社
2019年11月18日に開催された債権者集会において、大王製紙との間で民事再生スポンサー交渉が行われていることを明らかにした。そして、同年12月12日に大王製紙が設立した孫会社である千明社（以下新社）へ、2020年1月7日付で全事業を譲渡する契約を締結した。新社は旧社の有利子負債は継承しない。
新社は2020年1月7日に、旧社から事業を譲受した。新社の本社は当初は旧社と同じ東京都千代田区に置かれていたが、2020年5月に親会社であるダイオープリンティングの両国オフィスと同じ東京都墨田区へ移転した。新社の本店所在地も当初は幸手工場内に置かれていたが、2020年10月に東京都墨田区へ移転した。旧社が行っていた事業は、大王製紙グループによって再建が図られることになる。

## 沿革

### 旧：株式会社千明社
- 1950年7月 - 東京都千代田区神田小川町で創業。
- 1955年6月24日 - 法人へ改組。
- 1963年5月 - 東京都北区に王子事業部を新設。
- 1983年5月 - 画像処理センターを新設。
- 1988年4月 - 埼玉県幸手市に幸手工場が完成。
- 1990年11月 - 本社を東京都北区へ移転。
- 1997年4月 - 埼玉県幸手市に新幸手工場が完成。
- 2015年 - 画像処理センターを売却。
- 2018年5月 - 本社ビルを売却したと同時に、本社を東京都千代田区九段北へ移転。
- 2019年
  - 11月13日 - 東京地方裁判所へ民事再生法適用を申請。
  - 12月12日 - 大王製紙との間で、民事再生スポンサー契約を締結。
- 2020年1月7日 - 大王製紙が設立した新会社である株式会社千明社（新社）へ事業を譲渡すると同時に、事業停止。旧社は株式会社SMSへ商号変更の上、民事再生手続継続。
- 2021年3月31日 - 株式会社SMSの法人格消滅。

### 新：株式会社千明社
- 2019年12月5日 - 大王製紙が、株式会社千明社（旧社）の事業を譲受する受け皿会社として、株式会社千明社（新社）を設立。
- 2020年
  - 1月7日 - 新社が旧社（旧社は同日付で株式会社SMSへ商号変更）から事業を譲受し、営業開始。
  - 5月7日 - 本社をダイオープリンティング両国オフィスと同じ東京都墨田区へ移転。
  - 10月1日 - 登記上の本店を埼玉県幸手市から東京都墨田区へ移転。
- 2022年4月1日 - ダイオープリンティングに吸収合併され解散[9]。ダイオープリンティングはダイオーミウラへ商号変更。